# DEMETER
Pour les articles homonymes, voir Déméter (homonymie).
DEMETER (acronyme de Detection of ElectroMagnetic Emissions Transmitted from Earthquake Regions, ce qui signifie en français « Détection d'émissions électromagnétiques transmises par les régions de séismes ») est un satellite scientifique français d'observation géophysique.
Il est déjà observé à plusieurs reprises l'émission d'ondes électromagnétiques allant jusqu'à perturber l'ionosphère lors du déclenchement de séismes. Les processus en cause dans ces phénomènes ne sont pas encore élucidés. Le satellite DEMETER, microsatellite de 130 kg, doit permettre d'y voir plus clair. DEMETER, est le nom qui évoque la déesse Déméter, la déesse de l'agriculture et des moissons. 
Conçu par le CNES sur la base de la plate-forme Myriade, et par plusieurs laboratoires français, il est mis sur orbite le 29 juin 2004 par un lanceur Dnepr-LV depuis le cosmodrome de Baïkonour.

## Mission
Depuis une orbite polaire à 700 km d'altitude, ce satellite doit :
- mesurer pendant une année, en permanence, les signaux électromagnétiques en provenance de la Terre.
- permettre de vérifier l'existence d'une corrélation avec l'activité sismique au sol.
- fournir aussi des informations sur les perturbations électromagnétiques liées à l'activité humaine.

## Objectifs scientifiques
Les objectifs scientifiques de la mission DEMETER sont :
- étudier les perturbations ionosphériques en relation avec l'activité sismique.
- étudier les perturbations ionosphériques en relation avec l'activité des volcans.
- étudier les perturbations ionosphériques en relation avec l'activité anthropique.
- contribuer à la compréhension du mécanisme de génération de ces perturbations.
- donner une information globale sur l'environnement électromagnétique de la Terre.

## Instruments scientifiques
Pour atteindre ces objectifs, DEMETER permet de mesurer les six composantes du champ d’ondes électromagnétiques dans un large intervalle de fréquence et de déterminer les paramètres du plasma, la composition des ions, la densité et la température des électrons et le flux d’électrons énergétique.
La charge utile scientifique est composée de cinq instruments :
- ICE (Instrument Champ Électrique), trois capteurs électriques jusqu'à 3,5 MHz.
- IMSC, trois capteurs magnétiques de quelques Hz à 18 kHz.
- IAP (Instrument Analyseur Plasma), un analyseur d'ions.
- IDP (Instrument de détection de particules), un détecteur de particules énergétiques.
- ISL (Instrument sonde Langmuir), une sonde de Langmuir.

## Particularités, coût
Une mémoire de masse de 8 Gbits est utilisée pour collecter les données et une télémétrie à haut débit en bande X (16 Mb/s). L'une des particularités de ce satellite est l'utilisation pour la première fois de réseaux neuroniques. 
Une autre particularité est l'utilisation d'un ancien missile intercontinental SS-18 Satan (le plus puissant des missiles soviétiques) convertit en lanceur. Avec les traités Start (Strategic arms reduction treaty) de réduction des armes stratégiques, ce type de missile est promis à la casse, mais les chercheurs peuvent en bénéficier afin de réduire leurs coûts. 
Finalement, la mission DEMETER ne coûte que 17 millions d'euros.